# Établissement Saint-Adjutor
L'établissement privé catholique Saint-Adjutor regroupe une école, un collège, un lycée et un BTS d'informatique de gestion à Vernon (dans l'Eure). Il possède un internat mixte.
L'établissement compte environ 1 035 élèves à ce jour.[Quand ?]

## Historique
Saint-Adjutor (nom d'un saint très populaire dans la région) fut fondé le 25 novembre 1943 dans un contexte difficile (du fait de la Seconde Guerre mondiale) par un diocèse pauvre en ce genre d'établissements (Saint-François à Évreux, Saint-Ouen à Pont-Audemer). Achille et Suzanne Desgardin respectivement professeur de mathématiques et de philosophie, et Madame Bécué participèrent activement à la naissance de Saint-Adjutor.

## Classement du lycée
En 2015, le lycée se classe  3e sur 17 au niveau départemental quant à la qualité d'enseignement, et 571e au niveau national. Le classement s'établit sur trois critères : le taux de réussite au bac, la proportion d'élèves de première qui obtient le baccalauréat en ayant fait les deux dernières années de leur scolarité dans l'établissement, et la valeur ajoutée (calculée à partir de l'origine sociale des élèves, de leur âge et de leurs résultats au diplôme national du brevet).

## Chronologie des directeurs successifs
- Abbé Rocher, qui secondait le précédent depuis 1946 (1948-1962)
- Pères Rouget et Deschamps (courtes périodes)
- Abbé Cabuzel (1962-1963)
- Abbé Le Chesne, qui introduisit la mixité, fit réaliser le gymnase, le réfectoire, etc. (1963-1977)
- Alain Cotta, le premier directeur laïc (1977-1980)
- Vittorio Moriggi, ancien élève (1980-2003)
- Michel Sanson (2003-2008)
- Vincent Langlois (2008-2017)
- Catherine Cordelle (2017-2020)
- Raphaël Thomassin (depuis 2020)

## Le lycée aujourd'hui
En 2013, l'Établissement compte 5 classes dans l'école primaire, un collège avec 4 classes à chacun des niveaux. À partir de la seconde qui compte 5 classes, les élèves peuvent choisir les options chinois, théâtre, latin ou arts. En enseignement d'exploration (en seconde), sont proposées les sections PFEG (Principes Fondamentaux de l'Économie et de la Gestion), MPS (Méthode et Pratiques Scientifiques), Patrimoine et Littérature et Société. À la fin de la seconde, les élèves doivent choisir entre 3 orientations pour entrer en classe de première :
- scientifique (2 classes), suivie de la terminale scientifique (2 classes), pour obtenir le baccalauréat scientifique.
- littéraire (1 classe), suivie de la terminale littéraire (1 classe), pour obtenir le baccalauréat littéraire.
- économique et sociale (2 classes entières), suivie de la terminale économique et sociale (2 classes), pour obtenir le baccalauréat économique et social.

## Anciens élèves célèbres
- Anatole Facon, skipper et aventurier de course au large
- Jean-Pierre Jouyet, secrétaire général de l'Élysée[4]
- Sébastien Lecornu, ministre des armées[4]
- Fauve Hautot, danseuse professionnelle[4]